# Bělovlas
Bělovlas (Leucopogon) je rod rostlin z čeledi vřesovcovité. Zahrnuje asi 184 druhů a je rozšířen v Austrálii, Malých Sundách a některých ostrovech a souostrovích Tichomoří. Největší druhová rozmanitost je v jihovýchodní Austrálii. Obecný název v oblasti výskytu je beard heath (vousy vřesoviště). Část druhů dříve tvořila samostatnou čeleď Epacridaceae.

## Druhy
- Leucopogon amplexicaulis - Austrálie
- Leucopogon australis - Victoria, Tasmánie
- Leucopogon collinus - Victoria, Tasmánie
- Leucopogon confertus - Austrálie
- Leucopogon cryptanthus - Austrálie
- Leucopogon cuspidatus - Austrálie
- Leucopogon ericoides - Victoria, Tasmánie
- Leucopogon exolasius - Austrálie
- Leucopogon fraseri - Patotara, na Novém Zélandu jako malý keřík roste v suchých podmínkách od nížin ve výšce hladiny moře po subalpinské regiony.
- Leucopogon gnaphalioides - Austrálie
- Leucopogon interruptus - západní Austrálie
- Leucopogon juniperinus - Austrálie
- Leucopogon lanceolatus – jižní Austrálie, Tasmánie
- Leucopogon marginatus - Austrálie
- Leucopogon microphyllus - Austrálie
- Leucopogon parviflorus - Austrálie
- Leucopogon muticus - Austrálie
- Leucopogon nanum - na Novém Zélandu
- Leucopogon obtectus - Austrálie
- Leucopogon verticillatus - západní Austrálie
- Leucopogon virgatus - Tasmánie